# 魯達-吉爾奇奇尼揚西卡
48°54′6″N 27°0′54″E / 48.90167°N 27.01500°E
魯達-吉爾奇奇尼揚西卡（烏克蘭語：Руда-Гірчичнянська）是位於烏克蘭西部赫梅利尼茨基州裏卡緬涅茨-波多利斯基區的杜納伊夫齊市鎮的村莊，始建於十八世紀，面積0.86平方公里，海拔高度302米，2001年人口173，人口密度每平方公里201.2人。